# FC Sea Argo
Der Football Club Sea Argo war ein Fußballverein aus der Hauptstadt Road Town der Britischen Jungferninseln. Er spielte von 2018 bis 2019/20 in der BVIFA National Football League.

## Geschichte
Erstmals aufgetaucht ist FC Sea Argo bei der Teilnahme am Terry Evans Cup 2017, wo der Verein jedoch zweimal 9:1 gegen VG United und Rebels FC verlor. 2018 wurde der Verein Teil der BVIFA National Football League und machte sein Ligadebüt am 25. Februar 2018 gegen Old Madrid FC, was mit 7:2 verloren wurde. Insgesamt gewann Sea Argo nur zwei Spiele, ein Unentschieden und die restlichen 13 Partien gingen verloren. Mit einer Ausbeute von sieben Punkten aus 16 gespielten Spielen und einer Tordifferenz von 18:85, wurde man mit Platz neun Tabellenletzter. Nach einer Pausierung des Spielbetriebs der Liga 2018/19, nahm der Verein das letzte Mal 2019/20 an der BVIFA National Football League teil. Zehn Spiele absolvierte Sea Argo und stellten danach den Spielbetrieb ein.